# The Real New Fall LP (Formerly Country on the Click)
The Real New Fall LP (Formerly Country on the Click)  è un album in studio del gruppo musicale post-punk inglese The Fall, pubblicato nel 2003.

## Tracce
1. Green Eyed Loco-Man (Mark E. Smith, Jim Watts) – 3:47
2. Mountain Energei (Dave Milner, Smith) – 3:22
3. Theme From Sparta F.C. (Ben Pritchard, Smith, Watts) – 3:43
4. Contraflow (Smith, Watts) – 4:06
5. Last Commands of Xyralothep Via M.E.S. (Milner, Smith) – 3:20
6. Open the Boxoctosis #2 (Smith, Watts) – 3:46
7. Janet, Johnny + James (Pritchard, Smith) – 4:15
8. The Past #2 (Smith, Watts) – 2:20
9. Loop41 `Houston (Lee Hazlewood) – 3:20
10. Mike's Love Xexagon (Smith, Watts) – 4:59
11. Proteinprotection (Milner, Pritchard, Smith, Watts) – 3:19
12. Recovery Kit (Pritchard, Smith) – 3:58

## Formazione
- Mark E. Smith - voce
- Ben Pritchard - chitarra, cori
- Jim Watts - basso, chitarra, computer, cori
- Dave Milner - batteria, cori, voce in Portugal
- Elena Poulou - tastiere, cori
- Simon "Ding" Archer - basso, cori